# Isoniemi (ö i Finland, Mellersta Finland)
Isoniemi är en ö i Finland. Den ligger i sjön Sumiainen och i kommunen Äänekoski i den ekonomiska regionen  Äänekoski ekonomiska region  och landskapet Mellersta Finland, i den centrala delen av landet, 280 km norr om huvudstaden Helsingfors. Öns area är 46,8 hektar och dess största längd är 1,4 kilometer i nord-sydlig riktning.